# Fernando Navarro (guionista)
Fernando Navarro es un escritor, guionista y productor granadino.  
Para el cine ha escrito, entre otras películas, los guiones de Anacleto: agente secreto (Javier Ruiz Caldera, 2015), Toro (Kike Maíllo, 2016), Verónica (Paco Plaza, 2017), nominada a siete categorías en los Premios Goya 2018 incluidos los de Mejor Película y Mejor Guion Original, Orígenes secretos (David Galán Galindo, 2020), nominada a Mejor Guion Adaptado en los Premios Goya 2021, Cosmética del Enemigo (Kike Maíllo, 2021) o Bajocero (Lluís Quílez, 2021).  Su última participación como guionista ha sido en la película Segundo Premio (Isaki Lacuesta, 2024).
Es miembro del Writers Guild of America y ha impartido clases de Escritura Creativa en la Universidad de Syracuse y en Le Moyne College, ambos en Nueva York. 
Malaventura (Impedimenta, 2022) su primer libro de cuentos, es un Acid Western que bebe de autores como Lorca, Stephen King o Sergio Leone. Con esta obra ganó el Premio Setenil en 2022 y Mejor Autor Revelación en la Primera Edición de los Premios de Literatura Vanity Fair by Openbank.
Como crítico musical ha colaborado de manera regular en medios como Ideal de Granada, Radio 3, Cadena SER, Mondosonoro o Letras Libres.  

## Filmografía[1]

### Películas
| Título                   | Estreno | Nominaciones y premios                                                                                     |
| ------------------------ | ------- | --- |
| Anacleto: agente secreto | 2015    | |
| Toro                     | 2016    | |
| Verónica                 | 2017    | Nominada en los Premios Goya a Mejor Película y Mejor Guion Original (junto a otras 5 categorías) en 2018. |
| Musa                     | 2018    | |
| Taxi a Gibraltar         | 2018    | |
| Orígenes secretos        | 2020    | Nominada a Mejor Guion Adaptado en los Premios Goya de 2021.                                               |
| Cósmetica del Enemigo    | 2021    | |
| Bajocero                 | 2021    | |
| Venus                    | 2022    | |
| Fenomenas                | 2023    | |
| Segundo Premio           | 2024    | Ganadora de la Biznaga de Oro a la Mejor Película (junto a otros 2 premios) en el Festival de Málaga.      |

### Series de Televisión
| Título               | Estreno   | Rol en la producción |
| -------------------- | --------- | --- |
| Hispania, la leyenda | 2010-2012 | Guionista y dialoguista a lo largo de la serie |
| Distrito salvaje     | 2018      | Guionista, 2 episodios - The Streets (2019) - The Mousetrap (2019) |
| Matadero             | 2019      | Guionista, 5 episodios - Decepciones (2019) - Romance de la loba parda (2019) - Sal del Himalaya (2019) - Segundas partes (2019) - Romance de las dos hermanas (2019) |
| Romancero            | 2022      | Creador, productor ejecutivo y guionista |

## Premios cinematográficos[4]
|      | Premio                                 | Categoría                                                 | Película/Serie           | Resultado |
| ---- | -------------------------------------- | --------------------------------------------------------- | ------------------------ | --------- |
| 2021 | Premios Goya                           | Mejor Guion Adaptado                                      | Orígenes secretos        | Nominado  |
| 2020 | Premio Platino                         | Mejor Miniserie y Mejor Actor de Reparto                  | Distrito salvaje         | Nominado  |
| 2019 | Premios India Catalina                 |                                                           | Distrito salvaje         | Nominado  |
| 2018 | Premios Goya                           | Mejor Guion Original                                      | Verónica                 | Nominado  |
| 2018 | Premios Feroz                          | Mejor Guion (junto a Paco Plaza)                          | Verónica                 | Nominado  |
| 2018 | Círculo de Escritores Cinematográficos | Mejor Guion Original                                      | Verónica                 | Nominado  |
| 2016 | Premio Asecan - Cine Andaluz           | Guion Original (junto a Rafael Cobos)                     | Toro                     | Nominado  |
| 2015 | Círculo de Escritores Cinematográficos | Mejor Guion Adaptado (junto a Pablo Alen y Breixo Corral) | Anacleto: agente secreto | Nominado  |
| 2024 | Festival de Málaga                     | Biznaga de Oro Mejor Película                             | Segundo Premio           | Ganador   |

## Premios literarios
| Predecesor: Antonio Rómar | Premio Setenil 2022 | Sucesor: Alejandro Morellón |